# آستر
آستر (انگلیسی: Auster) شرکت هوافضای بریتانیایی بود، که در سال ۱۹۳۸ تأسیس شد و در سال ۱۹۶۰ منحل گردید.